# 詩村博史
詩村 博史（しむら ひろし、本名：石田博明、1948年4月15日 - ）は、萩本企画所属の放送作家。

## 来歴・人物
当初は萩本欽一の座付き作家として活動、「パジャマ党」に所属。その萩本に会った時に、何をやりたいのかを聞かれ『マージャン屋』と答えているが、萩本の直感で作家として活動させてもらえることを認められ、約5年間萩本家に居候する。作家活動の難しさを何回か訴えたが、萩本に『俺が考えたことをそのまま書け』とアドバイスされたこともあった。
その後は『オレたちひょうきん族』で出会った明石家さんまや島田紳助メインの番組の主要作家として活動。テレビ番組の構成だけではなく、『欽ちゃんのシネマジャック』や、萩本演出の明治座での公演など、映画、舞台、演劇での脚本の執筆も手がける。

## 現在の担当番組

### TBSテレビ系
- オールスター感謝祭

### フジテレビ系
- 明石家サンタの史上最大のクリスマスプレゼントショー

## 過去の担当番組

### 日本テレビ系
- スター誕生!
- 11PM
- コント55号のなんでそうなるの?
- 欽きらリン530
- EXテレビ
- 恋のから騒ぎ
- 嗚呼!バラ色の珍生!!
- 伊東家の食卓
- モグモグゴンボ
- 衝撃リポート!!世界の怪奇現象・大追跡スペシャル
- THE 料理王
- A（監修）
  - 以下の3番組は読売テレビ制作
- キスだけじゃイヤッ!
- 芸恋リアル
- 島田紳助がオールスターの皆様に芸能界の厳しさ教えますスペシャル!
  - 以下の番組は中京テレビ制作
- ジョークドキュメントBBS放送局

### TBSテレビ系
- ピンキーパンチ大逆転
- パリンコ学園No.1
- 欽ちゃんの週刊欽曜日
- ドキド欽ちゃんスピリッツ!!
- クイズ!当たって25%
- 島田弁護協会
- テレビ進学塾
- 生生生生ダウンタウン
- さんまのSUPERからくりTV
- わいわいティータイム
- 紳助社長のプロデュース大作戦!
- もてもてナインティナイン
  - 以下の2番組は毎日放送制作
- ジャングルTV 〜タモリの法則〜
- ダウトをさがせ!

### フジテレビ系
- 欽ドン!シリーズ
- 笑ってる場合ですよ!
- オレたちひょうきん族
- 笑っていいとも!
- ひょうきん予備校
- さんま大先生シリーズ
  - あっぱれさんま大先生
  - やっぱりさんま大先生
  - さんま大先生が行く!
- さんまnoひろバァー
- あっぱれ!!さんま大教授
- タモリ・たけし・さんまBIG3 世紀のゴルフマッチ
- たけし・さんまの有名人の集まる店
- 明石家マンション物語
- 明石家ウケんねん物語
- さんま・玉緒・美代子のいきあたりばったり珍道中

### テレビ朝日系
- 欽ちゃんのどこまでやるの!?